# غلوريا فوتسيس
غلوريا فوتسيس (بالإنجليزية: Gloria Votsis)‏ هي ممثلة أمريكية ولدت في يوم 9 فبراير 1979 في بلدة بيستفورد في ولاية نيويورك في الولايات المتحدة، مثلت في مسلسلات هاواي فايف أو وسي اس آي: التحقيق في موقع الجريمة وسي اس آي: نيويورك وسي إس آي: ميامي.

## روابط خارجية
- غلوريا فوتسيس على موقع IMDb (الإنجليزية)
- غلوريا فوتسيس على موقع ألو سيني (الفرنسية)
- غلوريا فوتسيس على موقع قاعدة بيانات الفيلم (الإنجليزية)
- غلوريا فوتسيس على موقع كينوبويسك (الروسية)